# رست (إنترنت)
رِست  اختصار لـ: نقل الحالة التمثيلية (بالإنجليزية: REST REpresentational State Transfer) طريقة من طرائق الوصل بين الحواسيب عبر الإنترنت، تمكن المواقع من الحصول على المعلومات من الحواسيب باستعمال قواعد وعمليات محددة.
تم تعريف «موارد الويب» لأول مرة على الشبكة العنكبوتية العالمية كمستندات أو ملفات تم تحديدها بواسطة عناوين محدد موقع الموارد المُوحّد (URL) الخاصة بها. ومع ذلك، فإن لديهم اليوم تعريفًا أكثر عمومية وتجريدًا يشمل كل شيء أو كيان يمكن تحديده أو تسميته أو معالجته أو التعامل معه بأي شكل من الأشكال على الشبكة العنكبوتية العالمية. في خدمة RESTful على الويب، ستؤدي الطلبات التي يتم إجراؤها إلى عنوان معرف الموارد الموحد (URI) الخاص بالمورد مما يؤدي إلى الحصول على استجابة باستخدام حمولة منسقة بتنسيق لغة ترميز النص التشعبي HTML أو لغة الترميز القابلة للامتداد XML أو جسون JSON أو تنسيق آخر. يمكن أن تؤكد الاستجابة أنه تم إجراء بعض التغييرات على المورد المخزن، ويمكن أن توفر الاستجابة روابط نصية تشعبية إلى موارد أخرى ذات صلة أو مجموعات من الموارد. عند استخدام بروتوكول نقل النص التشعبي، كما هو أكثر شيوعًا، تكون العمليات المتاحة هي GET و POST و PUT و DELETE وأساليب CRUD HTTP سابقة التعريف.
من خلال استخدام بروتوكول عديم الحالة وعمليات قياسية، تهدف أنظمة RESTful إلى الأداء السريع والموثوقية والقدرة على النمو عن طريق إعادة استخدام المكونات التي يمكن إدارتها وتحديثها دون التأثير على النظام ككل، حتى أثناء تشغيله.
تم تقديم مصطلح نقل الحالة التمثيلية وتم تعريفه في عام 2000 من قبل روي فيلدنغ في أطروحته التي قدمها للحصول على الدكتوراه. شرح فيلدينج في أطروحته مبادئ نقل الحالة التمثيلية (REST) التي كانت تعرف باسم «نموذج كائن HTTP» بداية من عام 1994، واستخدمت في تصميم معايير بروتوكول نقل النص التشعبي في نسخته رقم 1.1 ومعرفات الموراد الموحدة والهدف من هذا المصطلح هو استحضار صورة عن كيفية تصرف تطبيق على الشبكة العنكبوتية العالمية المصمم بشكل جيد: فهو عبارة عن شبكة من موارد على الشبكة العنكبوتية العالمية (جهاز الدولة الافتراضي) حيث يتقدم المستخدم من خلال التطبيق من خلال اختيار الروابط، مثل / user/tom ، وعمليات مثل GET أو DELETE (انتقالات الحالة)، مما يؤدي إلى المورد التالي (الذي يمثل الحالة التالية للتطبيق) يتم نقله إلى المستخدم لاستخدامه.